# Fire Emblem: Shin Monshō no Nazo ~Hikari to Kage no Eiyū~
Fire Emblem: New Mystery of the Emblem ~Heroes of Light and Shadow~ (ファイアーエムブレム新・紋章の謎~光と影の英雄~ Faiā Emuburemu: Shin Monshō no Nazo ~Hikari to Kage no Eiyū~?, lit. Emblema de Fuego: El Nuevo Misterio del Emblema «Los Héroes de la Luz y la Oscuridad») es un videojuego de rol táctico para la consola portátil Nintendo DS, secuela de Fire Emblem: Monshō no Nazo y 2.° juego de la serie para Nintendo DS.
Solo fue publicado en Japón. Cuenta con una versión de BS Fire Emblem: Akaneia Senki en un modo extra.
- Datos: Q24516